# Benetton B194
A Benetton B194 egy Formula–1-es versenyautó, amelyet a Benetton tervezett az 1994-es Formula–1 világbajnokságra. Egyik versenyzője Michael Schumacher volt, aki az év végén megszerezte első világbajnoki címét. A második számú pilóta személye többször változott: az évet Jos Verstappennel kezdték, aki helyett néhány futamon JJ Lehto is vezetett (aki Schumachert is helyettesítette két futamon), a szezon utolsó két versenyén azonban már Johnny Herbert ült a volánnál.

## Áttekintés
A B194-es nagymértékben épített elődeire, a B192-es és B193-as modellekre. Hasonlóan a korábbi évekhez, az autót a Ford Zetec-R V8-as motorja hajtotta, amelyet a Cosworth gyártott. Ebben az évben jelent meg először a Mild Seven cigaretta szponzorként a Camel után, ami azzal járt együtt, hogy az addig sárga-zöld festés világoskék-zöld alapú lett. Ezt a festést a csapat a megszűnéséig meg is tartotta. Ugyancsak a csapatra jellemző újítás volt, hogy az első számú versenyző (jelen esetben Schumacher) autójának orrára egy piros jelzés került, hogy a tévéközvetítésekben meg lehessen különböztetni a két versenyzőt.
Miután az idényben betiltottak minden elektronikai segédletet, ezért ezek mentén kellett újratervezni a kasztnit. A B194-es egy könnyű és jól kezelhető konstrukció volt, amellyel Schumacher remekelni tudott - közvetlen riválisa, a Williams FW16 az áttervezések ellenére is egy olyan autó leszármazottja volt, amely nagymértékben épített az elektronikai segédletekre, így főként az idény elején rengeteget szenvedtek, ami szintén a Benetton malmára hajtotta a vizet. Az idény második felétől a B194 is megkapta a fordított V-alakú hátsó szárnyelemet, amelyet a Williams is használt.
A rivális csapatok részéről felmerült a gyanú, hogy a Benetton B194 nem a szabályoknak megfelelően épült, gyanúsnak tűnt ugyanis, hogy egy ilyen könnyű és az erősebb V10-es motorokhoz képest gyengébb V8-assal rendelkező autó hogy lehet ennyire gyors. Az FIA vizsgálatot is kezdeményezett, és találtak is egy rajtautomatikát a számítógépes rendszerben - a gyanított kipörgésgátlóra utaló nyomokat viszont nem. Mindazonáltal mivel nyomát nem találták annak, hogy használtak volna bármi szabályelleneset, az eljárást megszüntették. Még egy, utólag szabályosnak tekintett trükköt alkalmazott a csapat: a benzinszivattyúban nem használtak szűrőt, amelynek így sokkal gyorsabb volt az áramlása. Valószínűleg emiatt történhetett meg a német nagydíjon az az incidens, hogy a boxutcában Verstappen autója lángra kapott a kifolyt üzemanyag miatt.
Az autó bekerült az F1 2020 "Deluxe Schumacher Edition" című videojátékba is.

## A szezon
Az év első felében Schumacher dominált: az első hét versenyből hatot megnyert. Közvetlen riválisa, Ayrton Senna életét vesztette az imolai pályán, így eleinte az is kérdéses volt, hogy ki lesz a kihívója, ha egyáltalán. Mindazonáltal nem úszta meg botrányos esetek nélkül: előbb a brit nagydíjról diszkvalifikálták, miután nem töltött le egy 5 másodperces büntetést, és figyelmen kívül hagyta a versenyből kiintő fekete zászlót is. Két futammal később a belga nagydíjról is diszkvalifikálták, ezúttal azért, mert az autók aljára kötelezően felszerelendő, fából készült padlólemez rendellenes mértékben elkopott. Ha ez nem lenne elég, a brit nagydíjról történő kizárását a Benetton megfellebbezte, és ebben is ítélet született: a csapatnak a korábbi 25 ezer helyett 500 ezer dolláros büntetést kellett fizetnie, és Schumachert eltiltották a következő két versenyről. Ez elég volt ahhoz, hogy a williamses Damon Hill lefaragja a hátrányát, és a szezonzáró ausztrál nagydíjra már úgy érkeztek, hogy csak egyetlen pont volt köztük a különbség. Miután azonban a futam során ütköztek és mindkettejüknek fel kellett adnia a versenyt, Schumacher lett a világbajnok.
Csapattársai nem tudták ilyen jól vezetni a B194-est. Verstappen arra panaszkodott, hogy az autó túlkormányzott volt, és nehezen lehetett úgy kordában tartani, hogy annak ne megpördülés legyen a vége.

## Eredmények
(Táblázat értelmezése)

(Félkövér: pole-pozícióból indult; dőlt: leggyorsabb kört futott) 

| Év   | Csapat                   | Motor              | Gumik | Pilóták            | 1   | 2   | 3   | 4   | 5   | 6   | 7   | 8   | 9   | 10  | 11  | 12  | 13  | 14  | 15  | 16  | Pontok | Helyezés |
| ---- | ------------------------ | ------------------ | ----- | ------------------ | --- | --- | --- | --- | --- | --- | --- | --- | --- | --- | --- | --- | --- | --- | --- | --- | ------ | -------- |
| 1994 | Mild Seven Benetton Ford | Ford EC Zetec-R V8 | G     |                    | BRA | PAC | SMR | MON | ESP | CAN | FRA | GBR | GER | HUN | BEL | ITA | POR | EUR | JPN | AUS | 103    | 2.       |
| 1994 | Mild Seven Benetton Ford | Ford EC Zetec-R V8 | G     | Michael Schumacher | 1   | 1   | 1   | 1   | 2   | 1   | 1   | DSQ | KI  | 1   | DSQ |     |     | 1   | 2   | KI  | 103    | 2.       |
| 1994 | Mild Seven Benetton Ford | Ford EC Zetec-R V8 | G     | Jos Verstappen     | KI  | KI  |     |     |     |     | KI  | 8   | KI  | 3   | 3   | KI  | 5   | KI  |     |     | 103    | 2.       |
| 1994 | Mild Seven Benetton Ford | Ford EC Zetec-R V8 | G     | JJ Lehto           |     |     | KI  | 7   | KI  | 6   |     |     |     |     |     | 9   | KI  |     |     |     | 103    | 2.       |
| 1994 | Mild Seven Benetton Ford | Ford EC Zetec-R V8 | G     | Johnny Herbert     |     |     |     |     |     |     |     |     |     |     |     |     |     |     | KI  | KI  | 103    | 2.       |